# Chorebus ampliator
Chorebus ampliator är en stekelart som först beskrevs av Christian Gottfried Daniel Nees von Esenbeck 1834.  Chorebus ampliator ingår i släktet Chorebus och familjen bracksteklar. Arten är reproducerande i Sverige. Inga underarter finns listade i Catalogue of Life.